# Oberes Volksgericht

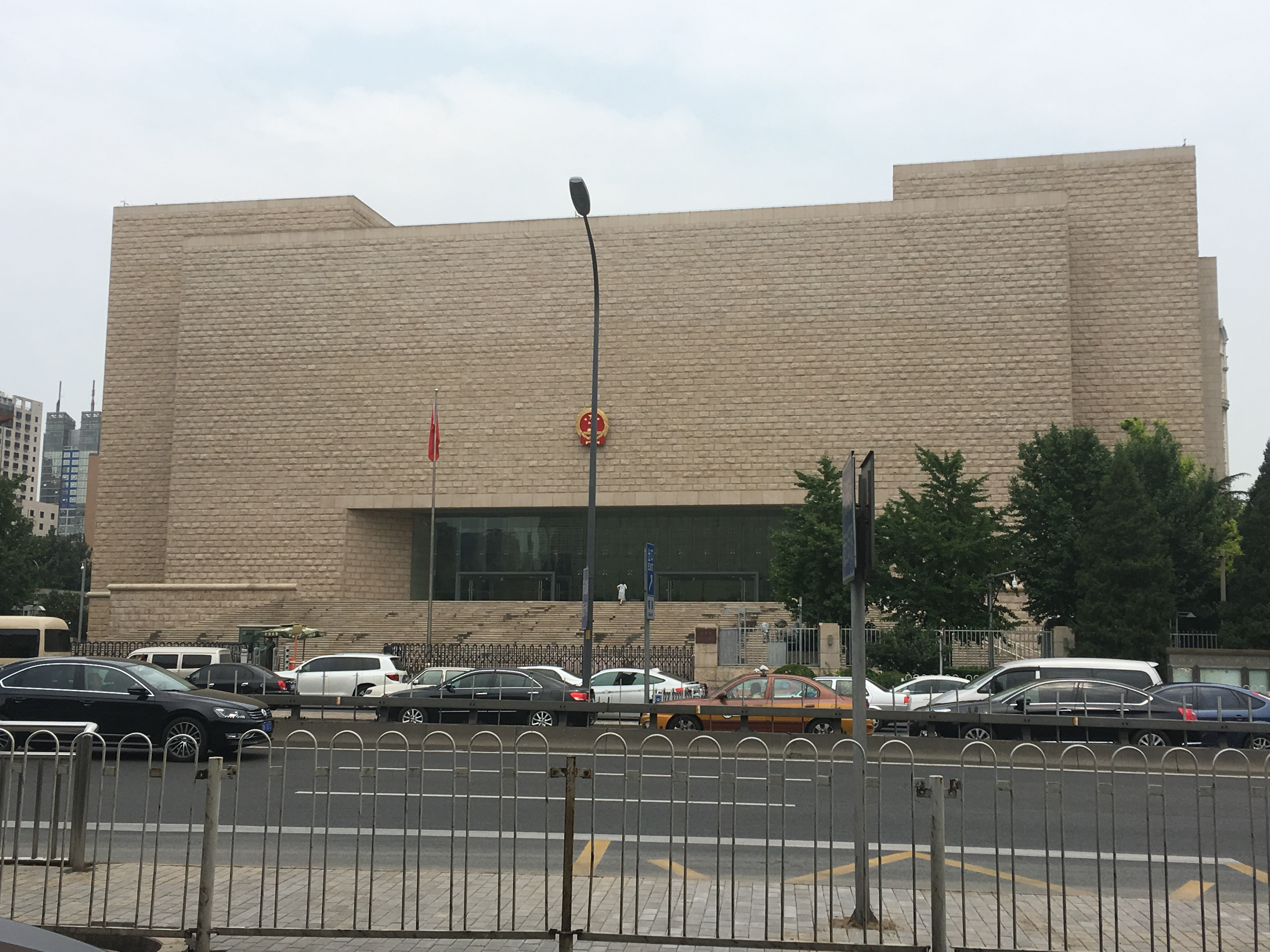
Oberes Volksgericht Peking

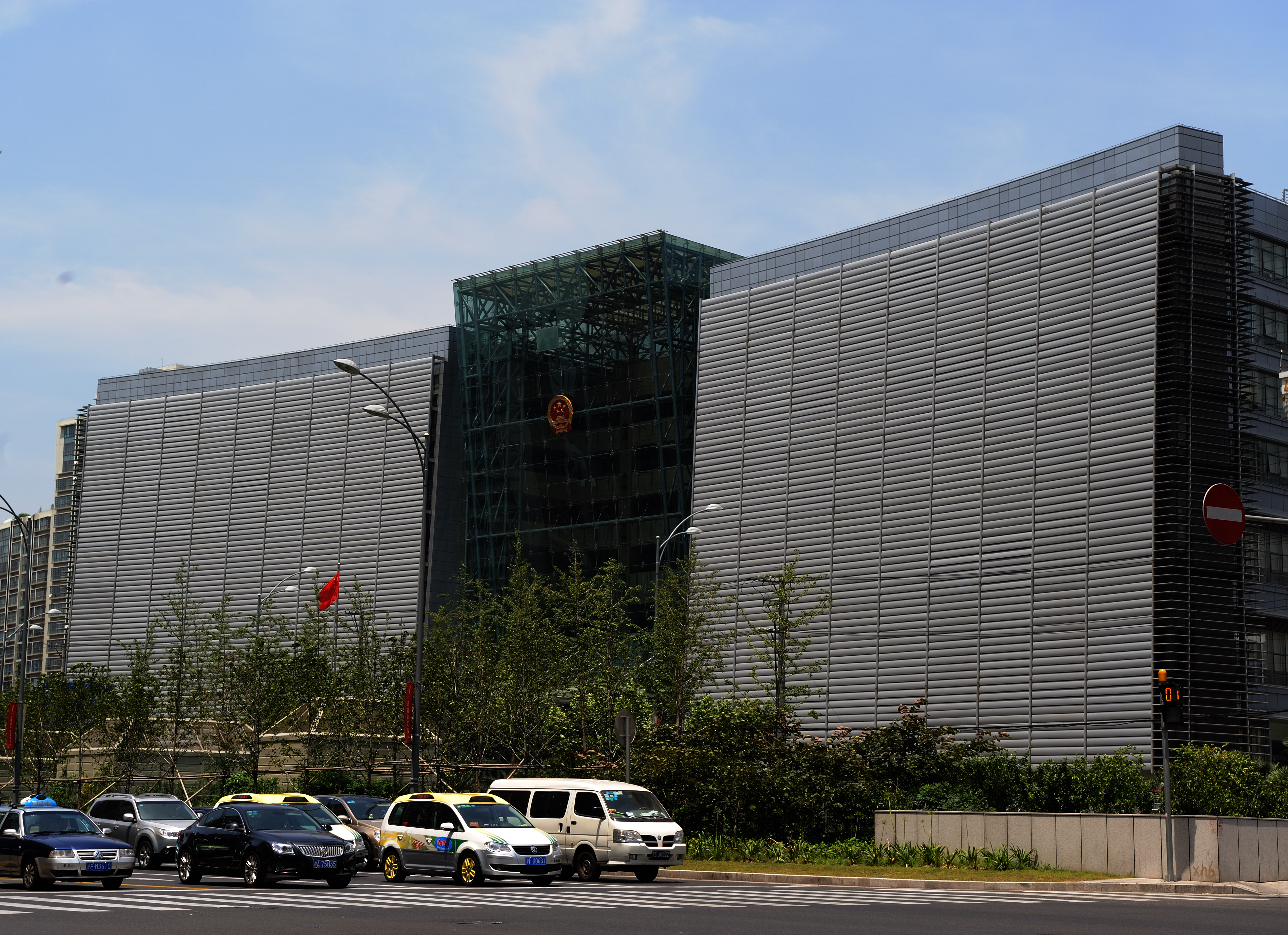
Oberes Volksgericht Shanghai

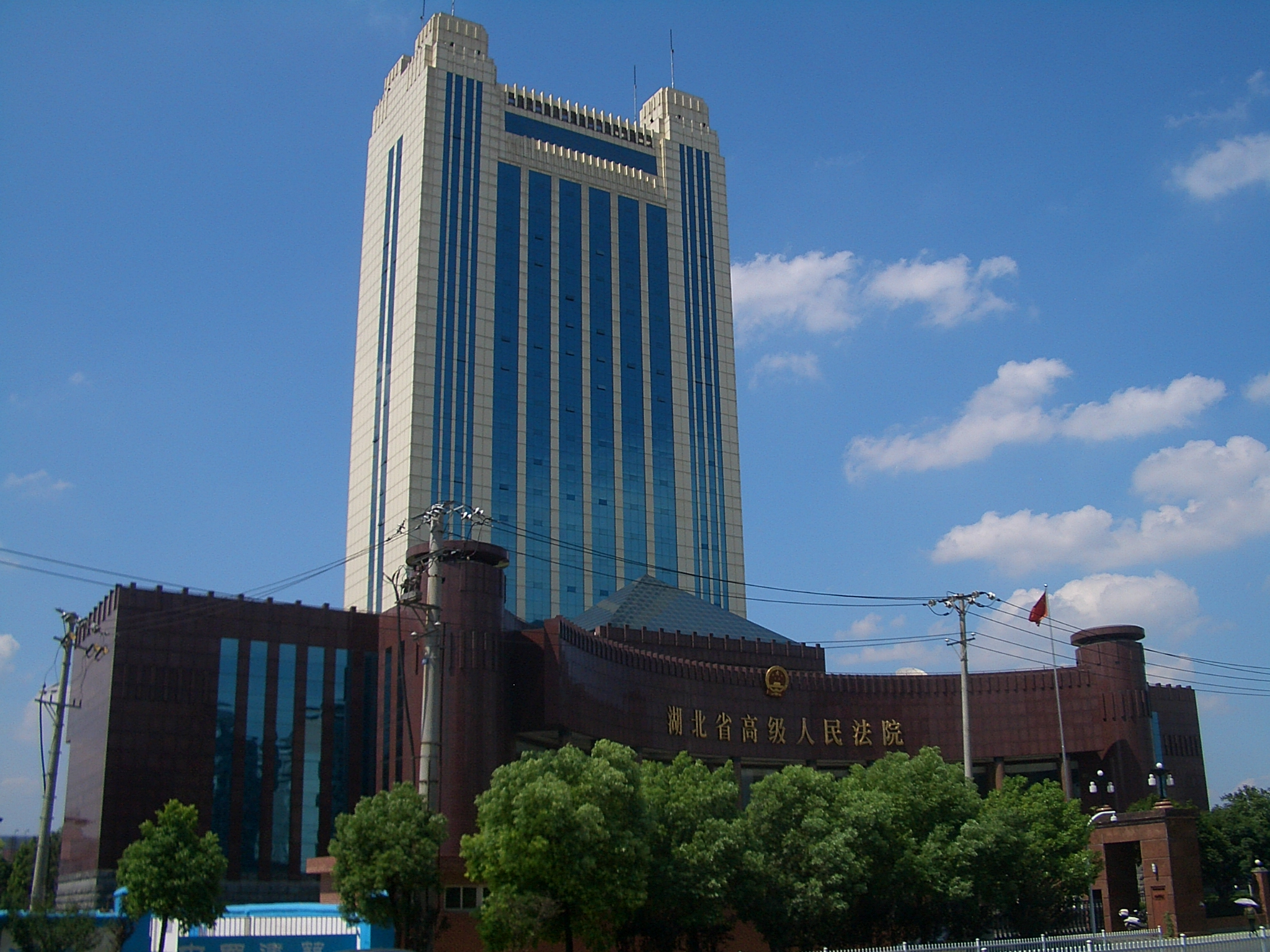
Oberes Volksgericht Hubei in Wuhan

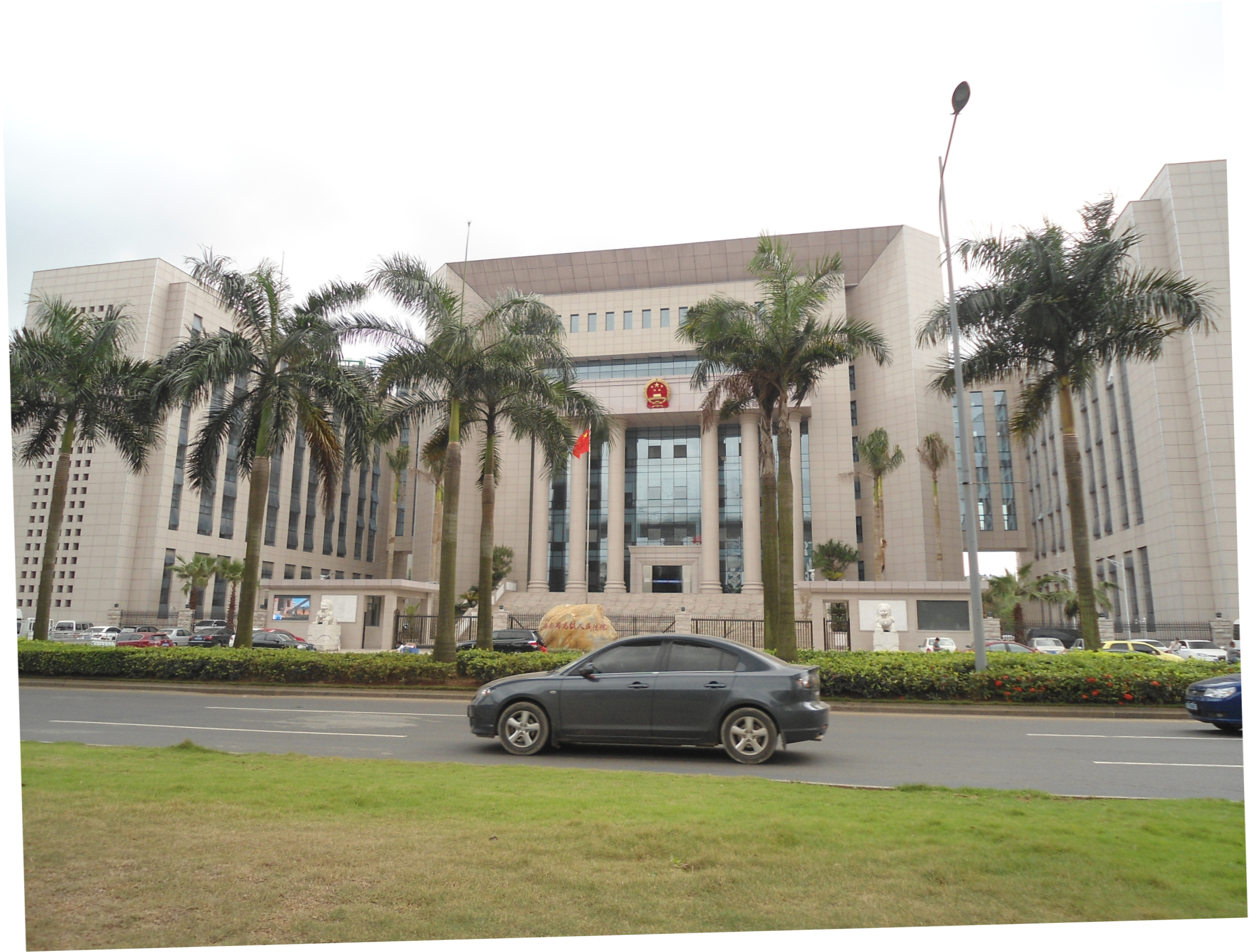
Oberes Volksgericht Hainan in Haikou

Ein Oberes Volksgericht (chinesisch 高级人民法院, Pinyin Gāojí Rénmín Fǎyuàn) ist ein Gericht der ordentlichen Gerichtsbarkeit in der Volksrepublik China. Nach Art. 20 des Organisationsgesetzes für Volksgerichte von 1979 in der Fassung von 2018 besteht in jeder der 22 Festlandprovinzen, der fünf autonomen Regionen und der vier regierungsunmittelbaren Städte ein Oberes Volksgericht. Daneben gibt es als Sondergericht das Militärgericht der Volksbefreiungsarmee (VBA).
Obere Volksgerichte richten Straf-, Zivil- und Wirtschaftskammern ein sowie sonstige Kammern, soweit sie für notwendig befunden werden. Sie erkennen erstinstanzlich in den ihnen durch Gesetz zugewiesenen Fällen, oder wenn ein unteres Gericht ihnen einen Fall zuweist, sowie in zweiter Instanz über Berufungen und Revisionen der unteren Gerichte (Organisationsgesetz Art. 21).
Die Bezeichnung für Oberes Volksgericht in einigen Sprachen der autonomen Regionen:
- uigurisch يۇقىرى خەلق سوت مەھكىمسى Yuqiri xelq sot mehkimsi[2]
- kasachisch جوعارى حالىق سوتى Joğari xaliq soti[3]
- tibetisch མཐོ་རིམ་མི་དམངས་ཁྲིམས་ཁང་ Mtho rim mi dmangs khrims khang[4]
- mongolisch ᠠᠷᠠᠳ ᠤᠨ
ᠥᠨᠳᠦᠷ
ᠵᠡᠷᠭᠡ ᠶᠢᠨ
ᠰᠢᠭᠦᠬᠦ
ᠬᠣᠷᠢᠶ᠎ᠠ Arad-un öndür ǰerge-yin sigükü qoriy-a[5]

In Xinjiang hat das Obere Volksgericht eigene Abteilungen für das Produktions- und Aufbau-Korps (XPCC) und den kasachischen Bezirk Ili.

## Gerichtscodes
Die Gerichtscodes folgen weitgehend den Abkürzungen für die Verwaltungseinheiten:
| Peking          | 京 |  | Hunan         | 湘   |
| Tianjin         | 津 |  | Guangdong     | 粤   |
| Hebei           | 冀 |  | Guangxi       | 桂   |
| Shanxi          | 晋 |  | Hainan        | 琼   |
| Innere Mongolei | 内 |  | Chongqing     | 渝   |
| Liaoning        | 辽 |  | Sichuan       | 川   |
| Jilin           | 吉 |  | Guizhou       | 黔   |
| Heilongjiang    | 黑 |  | Yunnan        | 云   |
| Shanghai        | 沪 |  | Tibet         | 藏   |
| Jiangsu         | 苏 |  | Shaanxi       | 陕   |
| Zhejiang        | 浙 |  | Gansu         | 甘   |
| Anhui           | 皖 |  | Qinghai       | 青   |
| Fujian          | 闽 |  | Ningxia       | 宁   |
| Jiangxi         | 赣 |  | Xinjiang      | 新   |
| Shandong        | 鲁 |  | Xinjiang/Ili  | 新40 |
| Henan           | 豫 |  | Xinjiang/XPCC | 兵   |
| Hubei           | 鄂 |  | VBA           | 军   |